# Artur Pizarro
Artur Pizarro (Lisboa, 1968) es un pianista portugués de fama internacional. Actúa en recitales en solitario, en dúos, con grupos de música de cámara y como solista con las principales orquestas del mundo. Tiene una discografía extensa, disponible en Linn Records, así como en Naxos, Hyperion, Collins Classics y otras etiquetas. Pizarro actúa preferentemente con pianos Yamaha.

## Comienzos

### Estudios
Artur Pizarro empezó sus estudios de piano en Lisboa con Campos Coelho, profesor de piano en el Conservatorio de Música de Lisboa, a los tres años de edad. A los cinco empieza a estudiar con el pianista Sequeira Costa, también en Lisboa. En 1977, después de que Sequeira Costa aceptó el puesto de Profesor Distinguido de Piano en la Universidad de Kansas, Artur le siguió a Lawrence, Kansas, en Estados Unidos. Continúa trabajando con Sequeira Costa hasta 1990, excepto una interrupción breve durante la cual Artur también trabaja con otros profesores, incluyendo a Aldo Ciccolini en el Conservatorio de París.

### Primeros recitales y conciertos
Artur Pizarro dio su primer concierto público a la edad de tres años, en el Conservatorio de Música de Lisboa. Hizo su debut en la televisión portuguesa a la edad de cuatro. De joven empezó a actuar públicamente otra vez a la edad de 13 años con un recital de debut en el Teatro San Luis en Lisboa e hizo su debut de concierto con el Orquesta Gulbenkian de Lisboa en el mismo año.

### Competiciones musicales
Artur Pizarro ganó primer premio en el Concurso Vianna da Motta de 1987, el primer premio en 1988 de la Greater Palm Beach Symphony Competition y el primer premio en 1990 de la Leeds Internacional Pianoforte Competición.

## Carrera actual

### Recitales y conciertos
Artur Pizarro actúa internacionalmente en recitales en solitario, en dúos, con grupos de música del cámara y como solista con las principales orquestas del mundo. Ha trabajado con directores como Charles Dutoit, Sir Simon Rattle, Philippe Entremont, Yan Pascal Tortelier, Sir Andrew Davis, Esa-Pekka Salonen, Yuri Temirkanov, Vladimir Fedoseyev, Ilan Volkov, Tugan Sokhiev, Yakov Kreizberg, Yannick Nézet-Séguin, Libor Pešek, Vladimir Jurowski y Sir Charles Mackerras. Pizarro también es muy activo en recitales de música de cámara y aparece regularmente en festivales de música del cámara de todo el mundo. En 2005 formó el Pizarro Trío con el violinista Raphaël Oleg y la violonchelista Josephine Knight. Ha actuado como piano dúo con Vita Panomariovaite. Actualmente actúa como piano dúo con Rinaldo Zhok. En 2010, Artur Pizarro interpretó un ciclo completo de las obras de piano solo de Chopin en 9 recitales en la iglesia de St. John's, Smith Square, Londres. El ciclo completo celebraba el 200 aniversario del nacimiento de Chopin.

### Discografía
Artur Pizarro tiene una discografía muy extensa disponible en Linn Records, así como en Naxos, Hyperion, Collins Classics y otras etiquetas.
Linn Records
- CKD 355 Albéniz, Iberia y Granados, Goyescas (julio de 2010)
- CKD 336 Beethoven, Piano Conciertos 3, 4 & 5
- CKD 315 Obras Completas de Ravel Vol. 2
- CKD 293 (con Vita Panomariovaite) Rimski-Kórsakov - Piano Dúos
- CKD 290 Obras Completas de Ravel Vol. 1
- CKD 250 Chopin, Sonatas de Piano
- CKD 248 Reminiscencias - Frédéric Chopin
- CKD 244 Beethoven, Piano Sonatas
- CKD 225 Beethoven: Últimas Tres Sonatas de Piano

Harmonia Mundi
- HMI 987022 Capricho Pintoresco (con Joan Enric Lluna) Miguel Yuste - Capricho Pintoresco, Turina - Sonata N.º. 2 Op.82, Miguel Yuste - Vibraciones del alma, Eduard Toldrà - 3 Sonets, Granados /Guinovart - Fantasía sobre Goyescas, Robert Casadesus - Sonata Op.23 bis

Hyperion Records
- CDA 67014 Darius Milhaud ( con Stephen Coombs) Scaramouche, Kentuckiana, Le Bal Martiniquais, Les Songes, Carnaval à la Nouvelle-Orléans, La Libertadora, Le Boeuf sur le Toit
- CDA67163 José Vianna da Motta Concierto de Piano, Balada, Fantasía Dramática ( con Martyn Brabbins y la Orquesta Gulbenkian)

Naxos
- 8.557272 Artur Pizarro Música de Piano

Brilliant Classics
- 92790 Liszt Rapsodias húngaras (completas)

KLARA
- Klara KTC 4013 Arthur de Greef Concierto N.º. 2 para Piano y Orquesta &  Orquesta Radiofónica Flamenca Dir. Yannick Nezet-Seguin.

Collins Classics
- 13572 Liszt Sonata en si menor, 3 Sonetos de Petrarca, Dos Leyendas
- 13942 Scriabin Mazurkas completas
- 14182 Kabalevsky Las Sonatas de Piano, 4 Preludios Op.5, Recitative y Rondó Op.84
- 14342 Rodrigo Obras para Piano - Cinco Piezas del Siglo XVI, Tres Evocaciones, Cuatro Piezas para piano, Deux Berceuses, Cuatro Estampas Andaluzas, A la sombra de Torre Bermeja
- 14582 Vorisek Obras para Piano Vol. 1 - Fantasía Op.12, Sonata Op.20, Variaciones Op.19, Impromptus Op.7
- 14662 Músicas de España (con Sequeira Costa) Granados - El Pelele, Infante - Tres Danzas Andaluzas, Cassado - Requiebros, Albeniz - Navarra, Falla - Dos Bailes de " La Vida Breve", Pantomima, Baile del Fuego Ritual
- 14772 Vorisek Obras para Piano Vol.2 - 12 Rapsodias Op.1, Le Desir Op.3, Le Plaisir Op.4 14962 Scriabin - Shostakovich 24 Preludios Op.11, 24 Preludios Op.34
- 14982 Bach transcrito por Liszt, Fantasía y Fuga BWV542, 6 Preludios de Órgano y Fugas BWV 543, 544, 545, 546, 547, 548
- 15052 Rajmáninov - Scriabin, Concierto N.º. 3, Op.30, Concierto Op.20 (con la NDR Hannover y Martyn Brabbins)
- 15152 Mompou, Cançons i danses (Canciones y Bailes), Impresiones Intimas

Royal Philharmonic Records
- CDRPO 7024 (con Sequeira Costa) Rajmáninov Suite núm.1 "Fantasie-Tableaux" Op.5

### Apariciones en medios de comunicación
Actúa frecuentemente en el Reino Unido y puede ser oído regularmente en Radio 3 de la BBC en retransmisiones desde el Wigmore Hall, St. John's Smith Square, o de la serie BBC Proms del Royal Albert Hall). Radio 3 de la BBC emitió los conciertos de Pizarro del ciclo completo de las 32 sonatas de piano de Beethoven. Fue una serie de emisiones desde la iglesia de St. John's Smith Square de Londres. También emitió las interpretaciones en directo de las obras de piano solo completas de Ravel y Debussy en seis conciertos en Londres.

## Críticas
- Considerando en 2009 el registro de Pizarro de los Conciertos de Piano de Beethoven 3, 4, & 5 en Linn Records con la Orquesta de Cámara Escocesa y Sir Charles Mackerras (Clásico FM CD de la Semana, 16 de abril de 2009): "Esta puede ser una de las mejores interpretaciones…"(Punteros Musicales)[11][12]
- Considerando en 2007 el registro de Pizarro de la música de piano completa de Ravel en Linn Records: "Este disco está por encima de todas las expectativas. Sin duda lo recomendaría y quedar a la espera de oír el segundo volumen."(Music Online de la BBC)[13]
- Considerando en 2006 el registro de Pizarro de las Sonatas de Piano de Chopin en Linn Records: "La majestuosa Tercera Sonata difícilmente puede ser mejor tocada y con el buen sonido, grabado al natural,  podríamos muy bien tener la grabación del año de Chopin." (Marius Alborea, Pianist Magazine, marzo de 2007)[7]
- Considerando en 2005 el registro de Pizarro de obras de Chopin, Reminiscencias en Linn Records: "Incluso junto a registros legendarios de pianistas como Rubinstein, esta colección presenta algunos de las mejores piezas de Chopin tocadas en disco." (The Herald)[14]
- Considerando en 2003 el registro de Pizarro de Sonatas de Piano del Beethoven en Linn Records: "el pianista está poseído con esa clase de recreativa energía y exuberancia." (Bryce Morrison, Gramophone, 1 de agosto de 2004).[15] "En todo caso un disco para ser buscado."(The Herald)[16]
- "Artur Pizarro es un poeta entre los pianistas. Su manera de tocar puede cantar. Puede localizar la mejor de las líneas melódicas con una pureza que cortará vuestra respiración. Pueda pintar una armonía con la más sutil de las sombras. Tiene sensibilidad y poder en un raro equilibrio." (Michael Tumelty, The Herald)[17]
- "Pizarro es un aristócrata, produciendo líneas fluidas en un estilo bastante desconocido en estos días. Puede ser uno de los mejores pianistas de la generación joven (y de cualquier otra generación)." (Michael Tumelty, The Herald)[3]